# Dornenreich
Dornenreich est un groupe de dark et black metal autrichien, originaire du Land de Tyrol. il est formé dans la fin des années 1990 par Thomas « Valñes » Stock (surnommé Dunkelkind).

## Biographie
Lors de la création du groupe, le nom Dornenreich est choisi car ce dernier donne lieu à de multiples interprétations ; il se traduit littéralement par « Le royaume des épines »,. Jochen « Evíga » Stock rejoint le groupe durant l'année 1996, année pendant laquelle les premières chansons sont composées. Le groupe débute avec une première démo intitulée Mein Flügelschang. En avril 1997, Moritz « Gilvan » Neuner s'ajoute aux deux précédents membres, et restera jusqu'à la sortie de l'album Her von welken Nächten, en 2001. En 1997, le groupe publie son premier album studio, Nicht Um Zu Sterben, au label CCP Records. En 1999 sort le deuxième album du groupe Bitter Ist's Dem Tod Zu Dienen.
En février 2001, Dornenreich recrute Valnes aux claviers et Gilvan à la batterie, avec lesquels il tournera en soutien à leur nouvel album, Her Von Welken Nächten, publié au label Prophecy Productions, aux côtés de Graveworm, Vintersorg, Darkwell et Suidakra. Le groupe joue en Europe en septembre 2001 avec Tenhi et Of the Wand and the Moon,. En 2002, Christof Niederwieser et Moritz Neuner s'unissent avec Renard Tschirner aux claviers pour publier l'album Waterhells de Korovakill. Neuner se joindra à Atrocity en 2005.
En 2005, sort l'album Hexenwind. Cet opus aurait dû faire l'objet d'un double-album, finalement scindé en deux, le suivant - Durch den Traum - sortant à peine un an plus tard. Thomas Stock quitte à son tour le groupe en avril 2006, afin de se concentrer sur son propre projet musical Eyas. Jochen confirme alors que Thomas « Inve » Riesner rejoint le groupe, ce dernier ayant déjà assuré les parties de violon sur Her von welken Nächten. En 2007, Dornenreich fait une apparition publique durant le festival Summer Breeze, concert qui sera filmé par dix caméras, dans le but de produire un DVD intitulé Nachtreisen. Cette même année, le groupe relance son contrat avec Prophecy Productions avant de se lancer dans l'écriture d'un nouvel album. Dornenreich publie l'album In Luft Geritzt en 2008, qui met en valeur violon et guitare sèche. En octobre 2008, ils sont confirmés pour une tournée européenne, avec notamment un passage au festival Walpurgis Metal Days IX en Allemagne en mai 2009.
Le groupe publie Flammentriebe en 2011, dont le style se rapproche des compositions de Her von welken Nächten, qui atteint la 58e place des classements allemands. En 2014, le groupe publie son nouvel album, Freiheit. L'album atteint la 56e place des classements allemands.

## Style musical
À ses débuts, par exemple dans la démo Mein Flügelschlag, et le premier album Nicht um zu Sterben, Dornenreich épouse un style résolument black metal. Toutefois, les enregistrements ultérieurs peuvent montrer une volonté d'explorer d'autres genres musicaux, ce qui rend le groupe particulièrement difficile à classer. Hexenwind et Durch den Traum, par exemple, respectivement quatrième et cinquième album du groupe, ont reçu un accueil mitigé auprès du public, du fait de son style calme et gouverné par les chants clairs et de la guitare acoustique, ne correspondant pas nécessairement à la direction première prise par le groupe. Flammentriebe, publié en 2011, se rapproche toutefois de ce que faisait le groupe dans ses débuts.

## Membres

### Membres actuels
- Jochen Stock (Evíga) - chant, guitare, basse (depuis 1996)
- Thomas Riesner (Ínve) - violon (depuis 2006)
- Moritz Neuner (Dragomir, ou Gilván) - batterie (1997–2001, puis depuis 2009)

### Ancien membre
- Thomas Stock (Valñes, ou Dunkelkind) - chant, claviers (1996–2006)

## Discographie
- 1997 : Mein Flügelschlag (démo)
- 1997 : Nicht Um Zu Sterben
- 1999 : Bitter Ist's Dem Tod Zu Dienen
- 2001 : Her von welken Nächten
- 2005 : Hexenwind
- 2006 : Durch Den Traum
- 2008 : In Luft geritzt
- 2010 : Whom the Moon a Nightsong Sings (compilation)
- 2011 : Flammentriebe
- 2014 : Freiheit
- 2018 : Schwellenklänge (compilation)
- 2021 : Du wilde Liebe sei